# Peggy Rathmann
Peggy Rathmann (* 4. März 1953 in Saint Paul, Minnesota) ist eine US-amerikanische Bilderbuchautorin.
Rathmann studierte zuerst Psychologie, dann Grafik und Design an der American Academy in Chicago. Good Night, Gorilla von ihr zählt zu den modernen Bilderbuchklassikern der USA. Sie lebt mit ihrem Ehemann in Nicasio, Kalifornien.

## Ehrungen
- 1996: Caldecott Medal in Gold für Officer Buckle and Gloria.
- 2006: wählte das Institut für Jugendliteratur Gute Nacht, Gorilla zum „Buch des Monats“ (September)

## Werke
- The Day The Babies Crawled Away. Putnam, New York 2003, ISBN 0-399-23196-X.
- Noch zehn Minuten, dann ab ins Bett („10 Minutes till Bedtime“, Putnam, 1998). Gerstenberg, Hildesheim 2003, ISBN 3-8067-5031-9.
- Betti Becker beißt („Bootsie Barker Bites“, Text von Barbara Bottner, G. P. Putnam’s Sons, New York, 1992). Edition Parabel, München 1995, ISBN 3-7898-0419-3.
- Ruby the Copycat. Scholastic Books, New York 1991, ISBN 0-590-43747-X.
- Officer Buckle and Gloria. Putnam, New York 1995, ISBN 0-399-22616-8.
- Gute Nacht, Gorilla („Good Night, Gorilla“, Putnam, 1994). Moritz Verlag, Frankfurt/M. 2006, ISBN 3-89565-177-X.